# SMS Mecklenburg
El SMS Mecklenburg fue el quinto acorazado pre-dreadnought de la clase Wittelsbach de la Armada Imperial alemana. Su epónimo hace referencia a la región histórica de Mecklemburgo, que incluía el Gran Ducado de Mecklemburgo-Strelitz y el Gran Ducado de Mecklemburgo-Schwerin, cuya herencia recoge el actual estado federado de Mecklemburgo-Pomerania Occidental.

## Construcción
Fue puesto en grada en mayo de 1899 en los astilleros AG Vulcan de Stettin, bajo el número de construcción 676. Sus gemelos eran los SMS Wittelsbach, SMS Zähringen, SMS Wettin y SMS Schwaben.
Fue ordenado bajo el nombre de contrato "D", como una nueva unidad de la flota. El buque pertenecía a la primera clase de acorazados construidos bajo la dirección del secretario de Estado, Alfred von Tirpitz, de acuerdo con la ley naval de 1898. El Mecklenburg fue botado el 9 de noviembre de 1901, convirtiéndose en el último de su clase en ser botado, y fue completado el 25 de junio de 1903, un año antes de la finalización de su gemelo, el Schwaben, con un coste total de 22 329 000 marcos.
El buque tenía una eslora máxima de 126,8 m, con una manga de 22,8 m y un calado máximo de 7,95 m a popa. Su propulsión dependía de tres máquinas de vapor verticales de tres cilindros y triple expansión, que accionaban tres hélices. El vapor era proporcionado por seis calderas navales cilíndricas alimentadas por carbón. La planta motriz proporcionaba una potencia de 14.000 caballos indicados, lo que le permitía alcanzar una velocidad máxima de 18 nudos.
El armamento del Mecklenburg consistía en una batería principal de cuatro cañones de 240 mm SK L/40 dispuestos en dos torretas dobles, situadas una a proa y otra a popa de la superestructura central. Su artillería secundaria consistía en 18 cañones de 150 mm SK L/40 y 12 cañones de 88 mm SK L/30 de tiro rápido. El armamento se completaba con seis tubos lanzatorpedos de 450 mm, situados sobre la línea de flotación.

## Historial de servicio

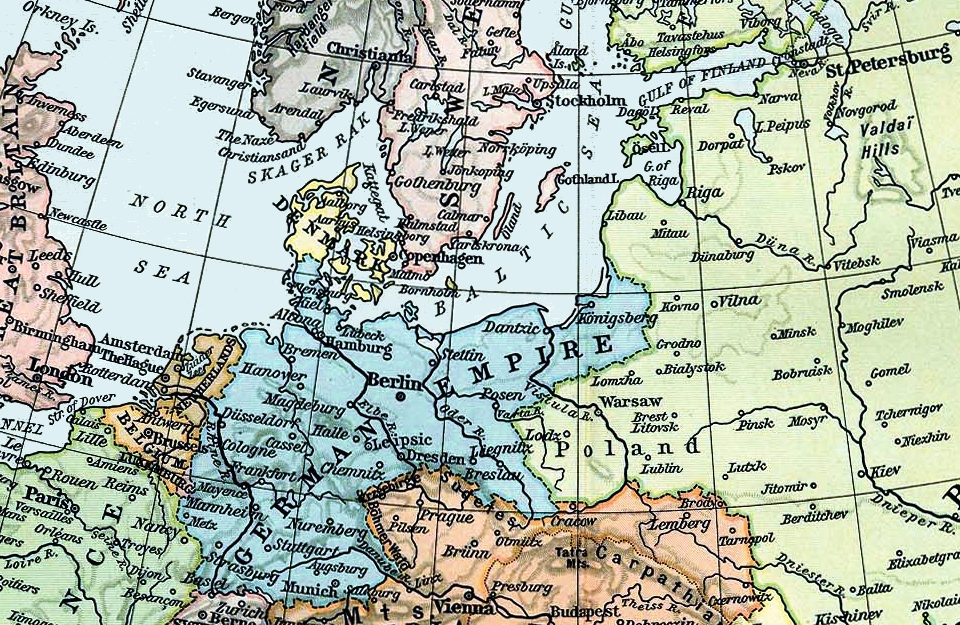
Mapa del mar Báltico en 1911

Tras ser dado de alta en 1903, el Mecklenburg fue asignado a la I escuadra de la II división, junto con los acorazados SMS Kaiser Karl der Große y SMS Kaiser Wilhelm II. En 1905, la armada imperial, se incrementó hasta las cuatro escuadras de tres acorazados cada una de ellas, con dos escuadras por división. Estas estaban apoyadas por una división de cruceros, compuesta por dos cruceros acorazados y seis cruceros protegidos. En 1909, el Mecklenburg y el nuevo acorazado SMS Lothringen ganaron el premio anual del Kaiser de precisión en sus disparos. El Mecklenburg fue destinado a la I escuadra de la I división. Tras la entrada en servicio de los acorazados de la clase Deutschland, se pudo aumentar el tamaño de la flota a cuatro divisiones de cuatro buques en cada una.
Al inicio de la Primera Guerra Mundial, el Mecklenburg sirvió junto con sus gemelos en la IV escuadra de combate, la cual tenía la misión de proteger las costas del mar Báltico bajo el mando del vicealmirante Ehrhard Schmidt. Desde el 3 de septiembre, la IV escuadra, apoyada por el crucero acorazado SMS Blücher, se adentró en el Báltico. La operación duró hasta el 9 de septiembre, sin que lograran atraer a las unidades navales del Imperio ruso al combate. En mayo de 1915, la IV escuadra, incluido el Mecklenburg, fue transferida en apoyo del ejército  alemán en el área del Báltico. Al Mecklenburg y sus gemelos les fue asignada como base en esta época Kiel.
El 6 de mayo, la IV escuadra actuó en apoyo del asalto a Libau. El Mecklenburg y otros buques fueron desplegados para interceptar a cualquier crucero ruso que intentara intervenir en los desembarcos, cosa que los rusos no intentaron. El 10 de mayo, tras la entrada de las fuerzas de invasión en Libau, los submarinos británicos HMS E1 y HMS E9 localizaron a la IV escuadra, pero a demasiada distancia como para poder atacarla. El Mecklenburg y sus gemelos no fueron incluidos en la flota que participó en la batalla del golfo de Riga en agosto de 1915, debido a la carencia de escoltas, ya que el incremento de las fuerzas submarinas británicas forzó a los alemanes a emplear más destructores para proteger a sus buques capitales.
Desde 1916, el incremento de las fuerzas submarinas británicas en el Báltico provocó que se retiraran del servicio activo los buques de la clase Wittelsbach, correspondiéndole al SMS Mecklenburg el 24 de enero. Tanto el Mecklenburg como sus gemelos fueron desarmados y utilizados en papeles secundarios. Inicialmente, el Mecklenburg fue usado como buque prisión con base en Kiel. En 1918, sirvió como buque cuartel para las tripulaciones de submarinos estacionados en Kiel. El buque fue retenido por Alemania tras la derrota en la Primera Guerra Mundial, pero el 25 de enero de 1920, el Mecklenburg fue dado de baja en el registro naval. Fue vendido a la Deutsche-Werke, una firma de desguaces con base en Kiel, el 16 de agosto de 1921 por 1 750 000 marcos, siendo desguazado ese mismo año en Kiel-Nordmole.